# Mestre Pero
Mestre Pero ou Mestre Pêro (século XIV) foi um escultor português de possível origem aragonesa (não existem provas concludentes a este respeito), ativo em Portugal em meados do século XIV.
Mestre Pero distingue-se como um escultor do período medieval cuja produção "se individualiza com personalidade artística própria". Grande parte da sua obra foi realizada na sua oficina em Coimbra, e teve um papel de grande relevo na renovação da escultura gótica em Portugal.

## Obra

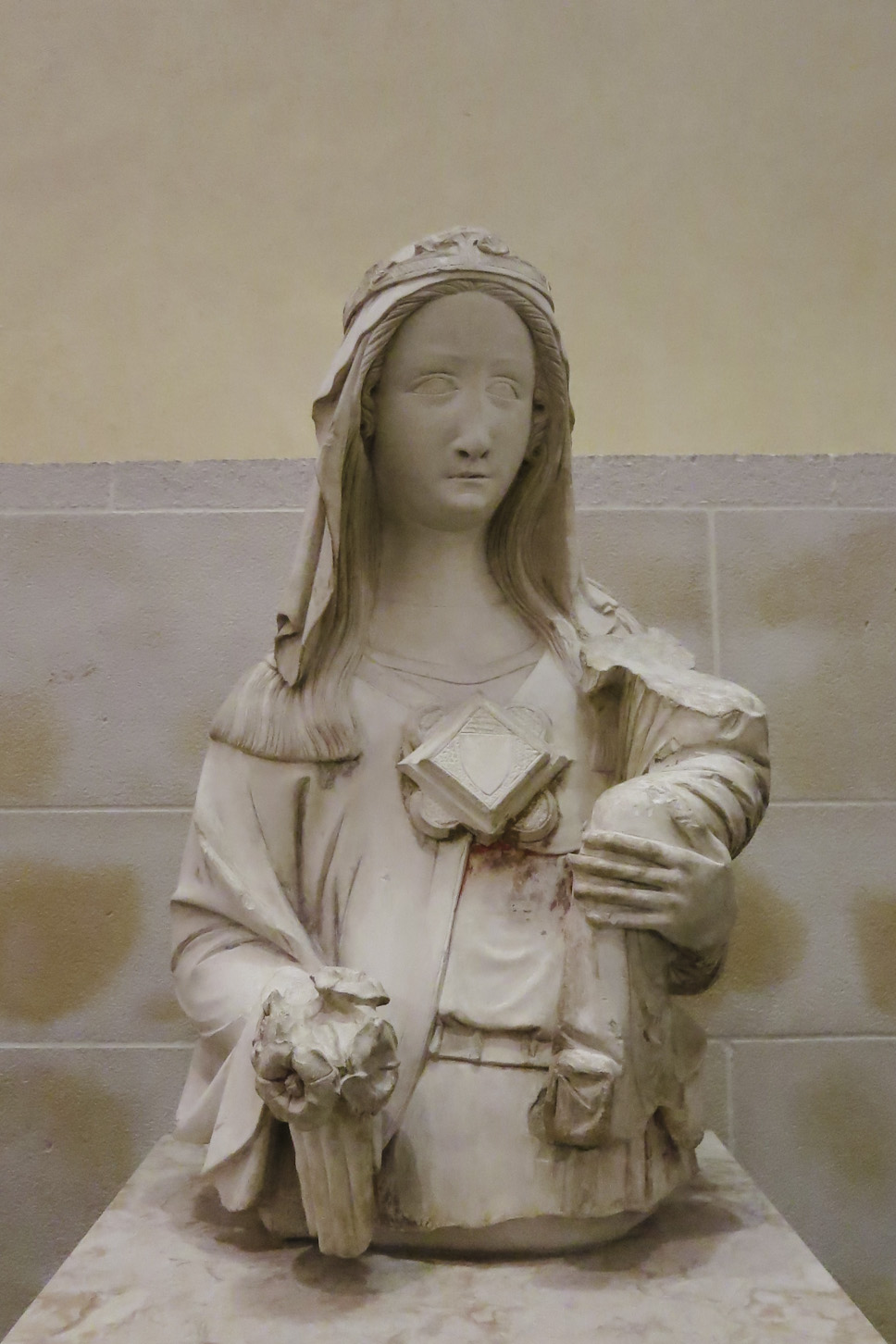
Virgem com o Menino, séc. XIV, MNMC

A sua oficina foi identificada documentalmente e, por análise formal comparativa, foi possível atribuir-lhe várias obras em diversos locais do território nacional. No entanto subsistem muitas incógnitas por esclarecer relativamente à sua verdadeira origem e formação, às razões da sua vinda para Portugal, às ligações aos círculos de encomenda da corte de D. Dinis e D. Isabel de Aragão, à estrutura e organização da sua oficina, à opção sistemática pelo calcário brando de Ançã (razão pela qual o seu nome surge à cabeça de uma "escola" de escultura trecentista em Coimbra), e por último, à distinção entre o que foi o seu trabalho pessoal e o dos oficiais seus colaboradores.
Admite-se que a sua primeira obra realizada em Portugal tenha sido o túmulo de D. Isabel de Aragão, em calcário (a policromia original foi obliterada por pintura posterior), para o Mosteiro de Santa Clara-a-Velha, encontrando-se hoje no Convento de Santa Clara-a-Nova, Coimbra. Mestre Pero também é referido como o mestre das imagens do túmulo do Arcebispo de Braga D. Gonçalo Pereira (Capela da Glória, Sé de Braga), executado em parceria com mestre Telo Garcia, a quem é atribuído o jacente. Embora por vezes sem documentação comprovativa, são-lhe também atribuídas, entre outras, as seguintes obras: Apostolado, portal da Sé de Évora (a atribuição não é consensual); Túmulo de D. Vataça Láscaris de Ventimiglia (dama da corte da rainha D. Isabel; Sé Velha de Coimbra); túmulo da Infanta D. Isabel, c. 1326-1330 (proveniente do Convento de Santa Clara-a-Velha, hoje no Convento de Santa Clara-a-Nova); arca tumular de Rui do Casal (Igreja de São João de Alporão, Santarém); túmulo de João Gordo (Sé do Porto); Virgem com o Menino (Museu Nacional de Arte Antiga); Senhora do Ó (MNMC, Coimbra); Anjo de uma Anunciação (Igreja de Santa Maria da Alcáçova, Montemor-o-Velho); etc.
Marcada por soluções faciais algo estereotipadas — "mas de um idealismo naturalista inovador à época" —, e por cabeças desproporcionadamente grandes típicas do gótico, a escultura de Mestre Pero revela, no entanto, algumas características distintivas particulares: "uma boa modelação dos corpos, excelente lançamento dos panejamentos, preocupação com os adereços, nomeadamente com os firmais que fixam os mantos sobre o peito das imagens e que se tornaram quase como uma assinatura"; por último, assinale-se a composição dinamizada de muitas das suas figuras (nomeadamente imagens da Virgem como Nossa Senhora do Ó, MNMC), onde curvaturas de direção contrária (em forma de S) se contrabalançam.

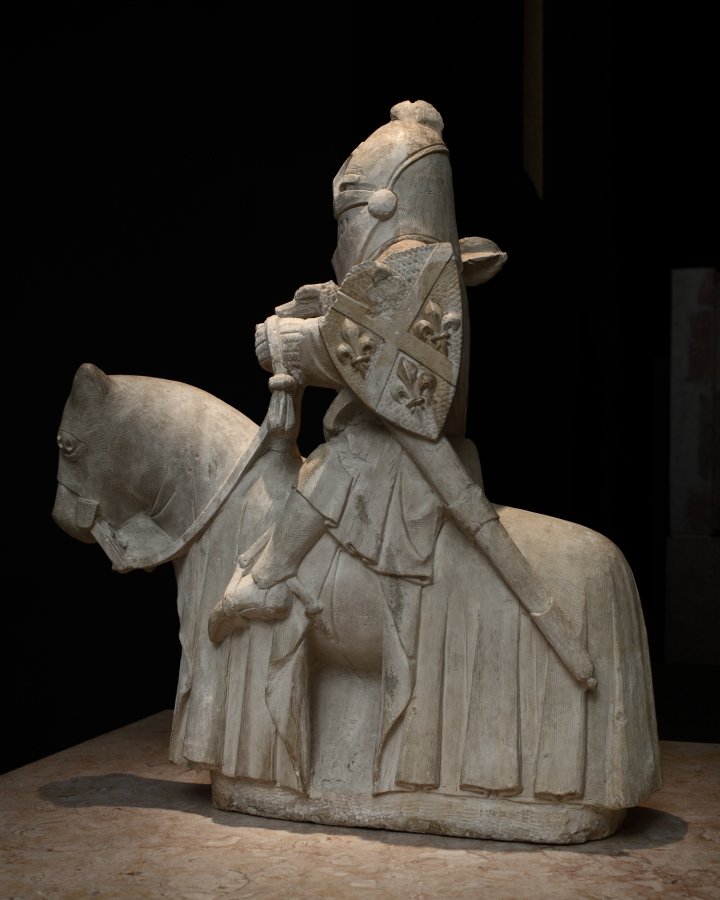
Cavaleiro Medieval (MNMC)

Do ponto de vista estilístico o monumental sarcófago de D. Isabel de Aragão apresenta as idiossincrasias próprias de uma produção de periferia, dando conta integral do modo «gótico» e da sua "maneira de traduzir de forma sistemática a «informação» essencial, sintetizando-a". No que respeita à iconografia, o túmulo apresenta um panorama completo e personalizado que atenta à devoção particular da rainha. "Microarquiteturas formadas por arcos trilobados com gablete constituem o enquadramento para as figuras que se encontram nos dois lados do sarcófago: no facial à mão direita é representado um coro de dez freiras clarissas e santos franciscanos; Cristo e os apóstolos aparecem no facial à mão esquerda". No facial aos pés da rainha surgem relevos representando o leão de S. Marcos e o touro de S. Mateus, com Santa Clara, Santa Isabel da Hungria e Santa Catarina. "O facial da cabeceira é decorado pelos mesmos motivos arquitetónicos, mas o tema é narrativo: trata-se de um calvário simbólico ladeado pelas figuras sagradas que constituem a conjugação individual deste episódio: o anjo — símbolo do Evangelista S. Mateus —; o Cristo Salvador entronizado, exibindo as chagas; o Calvário: a Virgem e São João; a Virgem com o menino; e a Águia — símbolo de João Evangelista". Na testeira do túmulo a alma da defunta é figurada no interior de uma cartela polilobada, como uma criança que se eleva ao céu, levada por um anjo, de acordo com a conceção medieval. Escudos de armas portuguesas ornamentam a tampa do túmulo, onde se situa a estátua jacente, que apresenta a rainha de forma idealizada, vestindo o hábito de clarissa (que passou a usar após a morte de D. Dinis); anjos reclinados olham e guardam o seu corpo aos pés do qual de situam dois cães vigilantes.
Destaque-se por último o grupo escultórico da Capela dos Ferreiros, Igreja Matriz de Oliveira do Hospital, um dos mais importantes espaços funerários góticos portugueses, classificado como Monumento Nacional (1936). Encomendado por Domingos Joanes, este conjunto notável inclui um retábulo, uma imagem da Virgem com o Menino, os túmulos de Domingos Joanes e de sua mulher, Domingas Sabachais, e ainda uma escultura única, Cavaleiro Medieval, ou Domingos Joanes como cavaleiro, em calcário cuja policromia inicial se desvaneceu, 72 x 19,5 x 64,8 cm. Existem dois exemplares desta obra sem que se saiba ao certo qual o original e qual a cópia, encontrando-se o outro no Museu Nacional de Machado de Castro. Segundo Paulo Pereira, esta escultura é uma das mais originais representações escultóricas do século XIV e "a mais notável representação de um guerreiro medieval do período gótico". Apresenta um cavaleiro com elmo de viseira abaixada, armado com uma maça de armas, uma sólida armadura com cota de malha, esporas, espada na bainha e escudo, montando um cavalo devidamente arreado, simultaneamente para combate ou em parada.

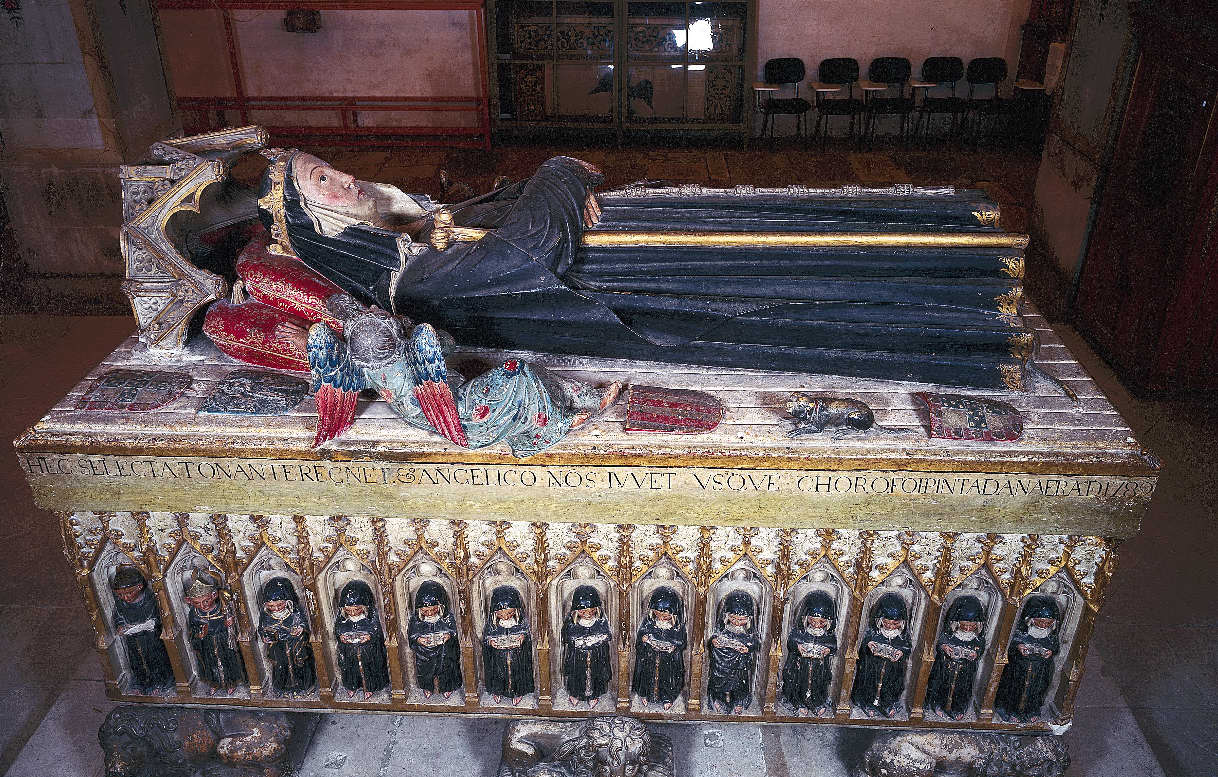
Túmulo de D. Isabel de Aragão, calcário policromado, Convento de Santa Clara-a-Nova
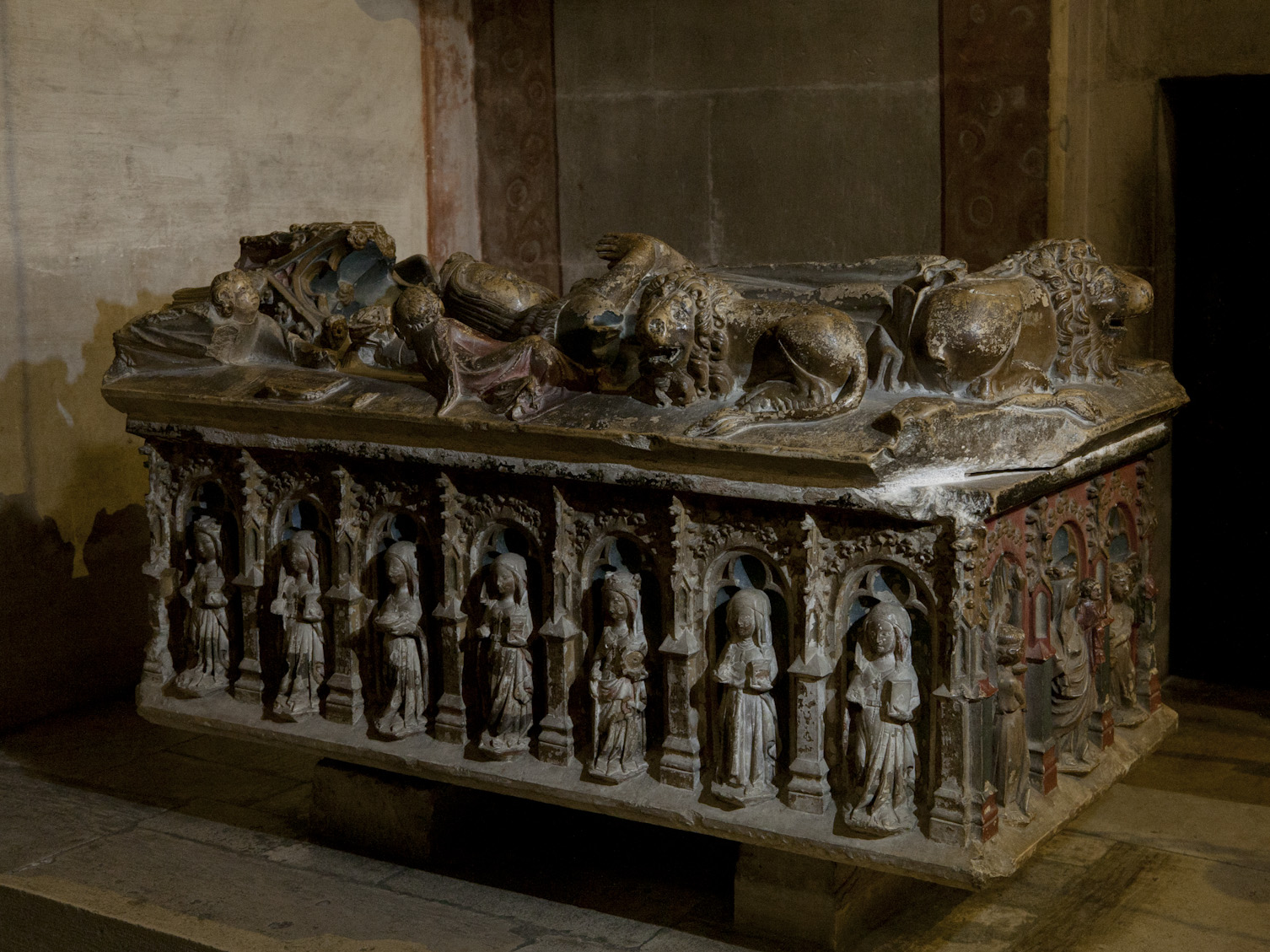
Túmulo da Infanta D. Isabel, Convento de Santa Clara-a-Nova
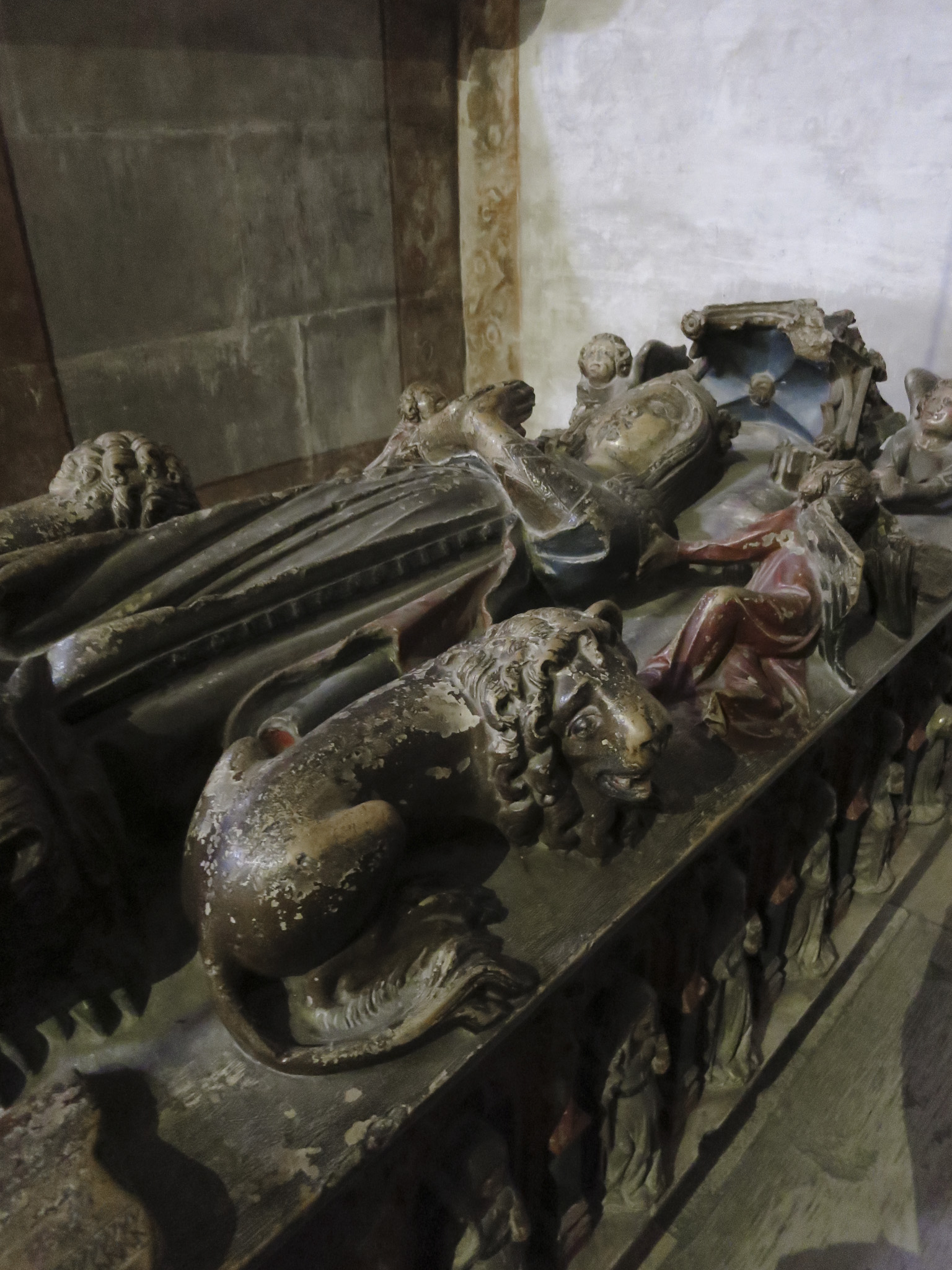
Túmulo da Infanta D. Isabel, Convento de Santa Clara-a-Nova
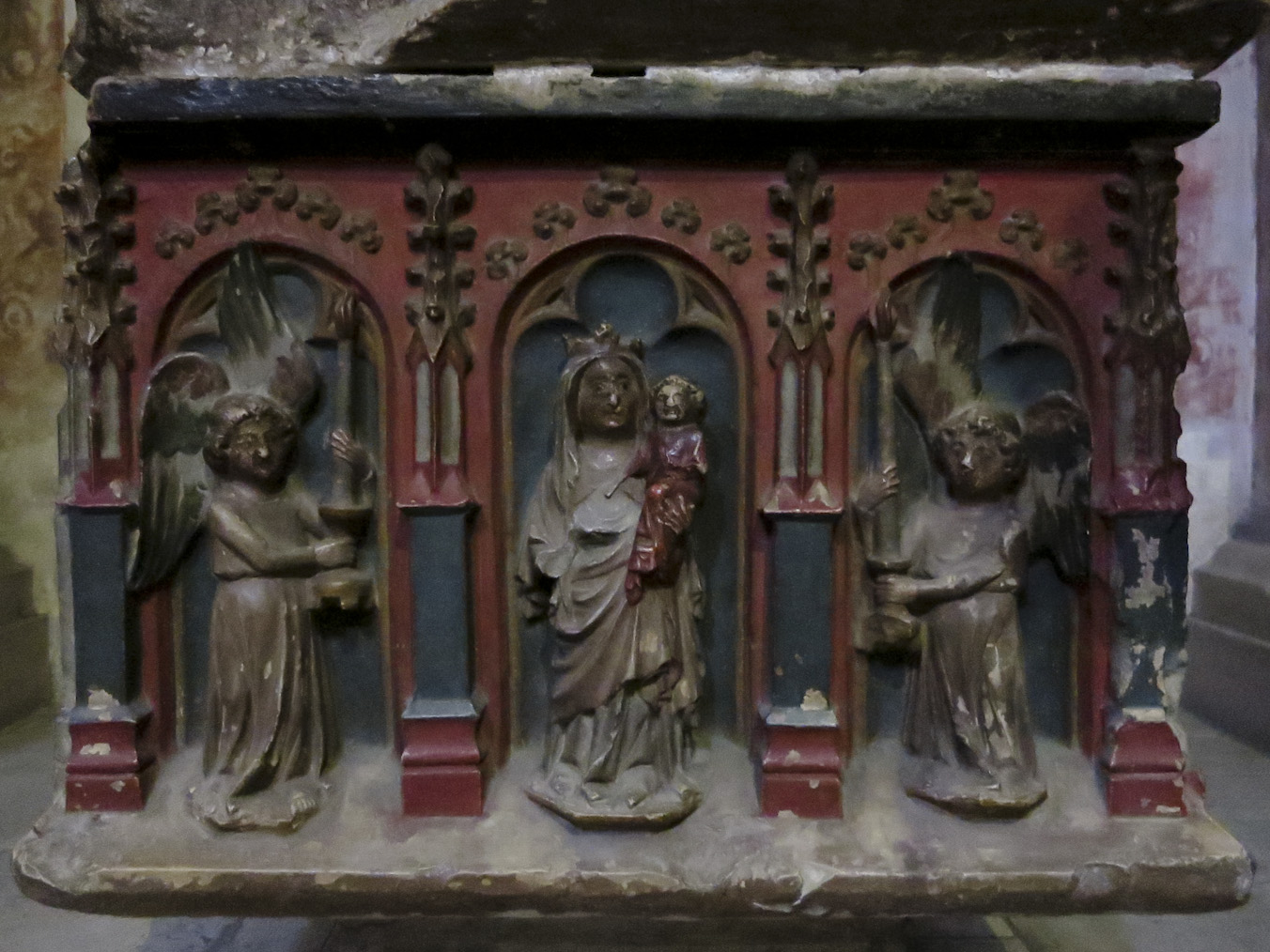
Túmulo da Infanta D. Isabel, Convento de Santa Clara-a-Nova

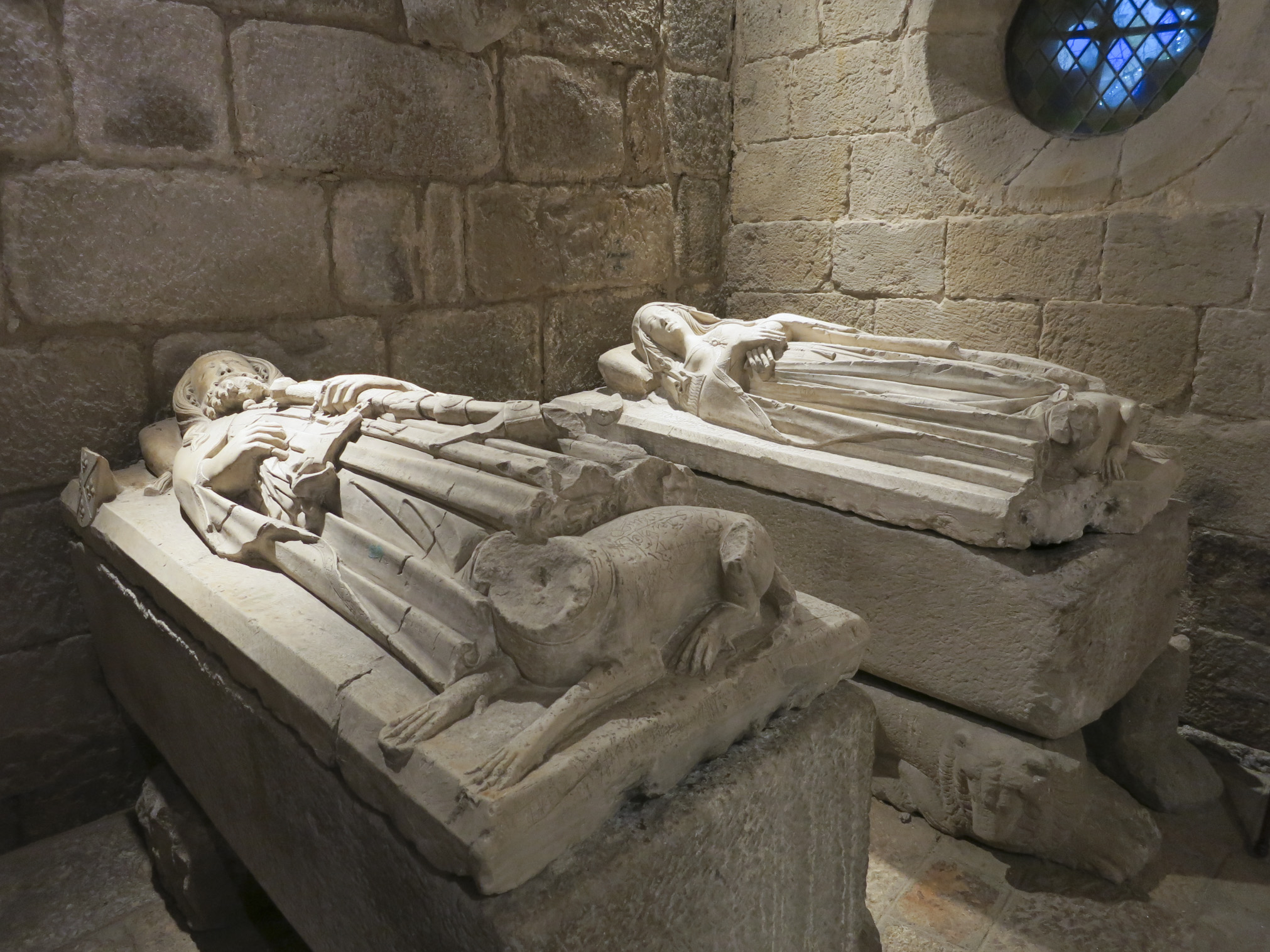
Túmulos de Domingos Joanes e Domingas Sabachais, Capela dos Ferreiros
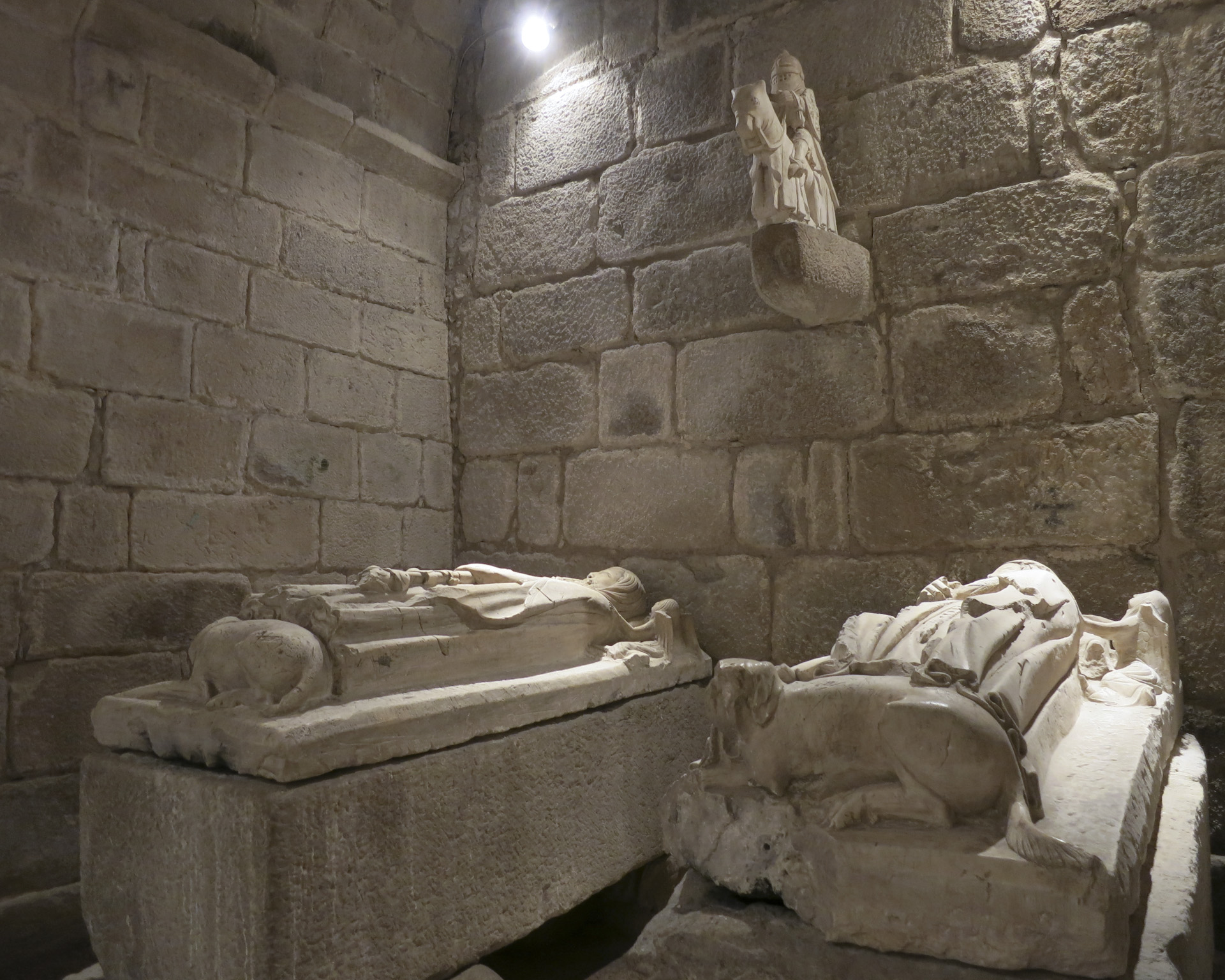
Túmulos de Domingos Joanes e Domingas Sabachais, Capela dos Ferreiros
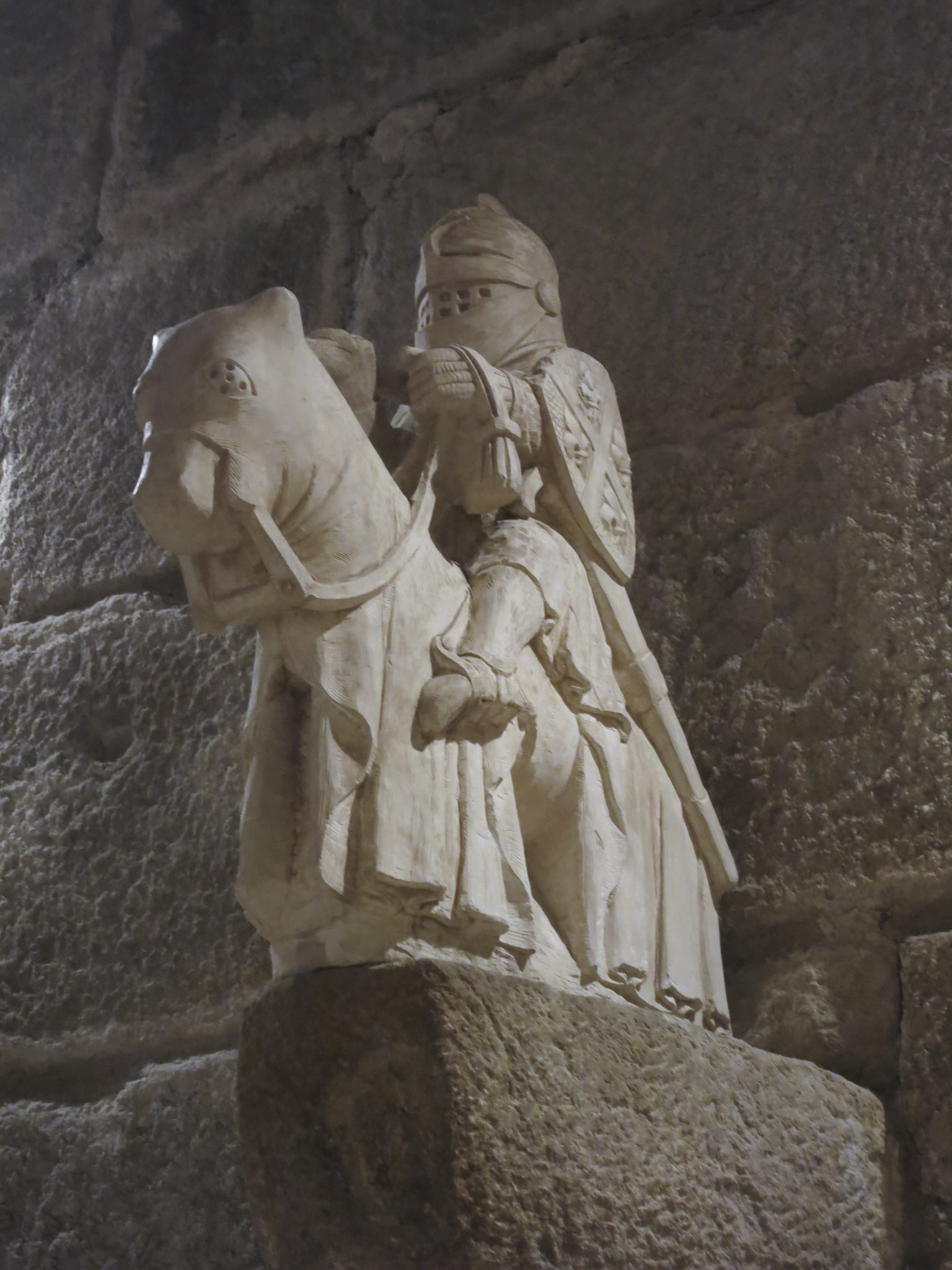
Cavaleiro Medieval, Capela dos Ferreiros
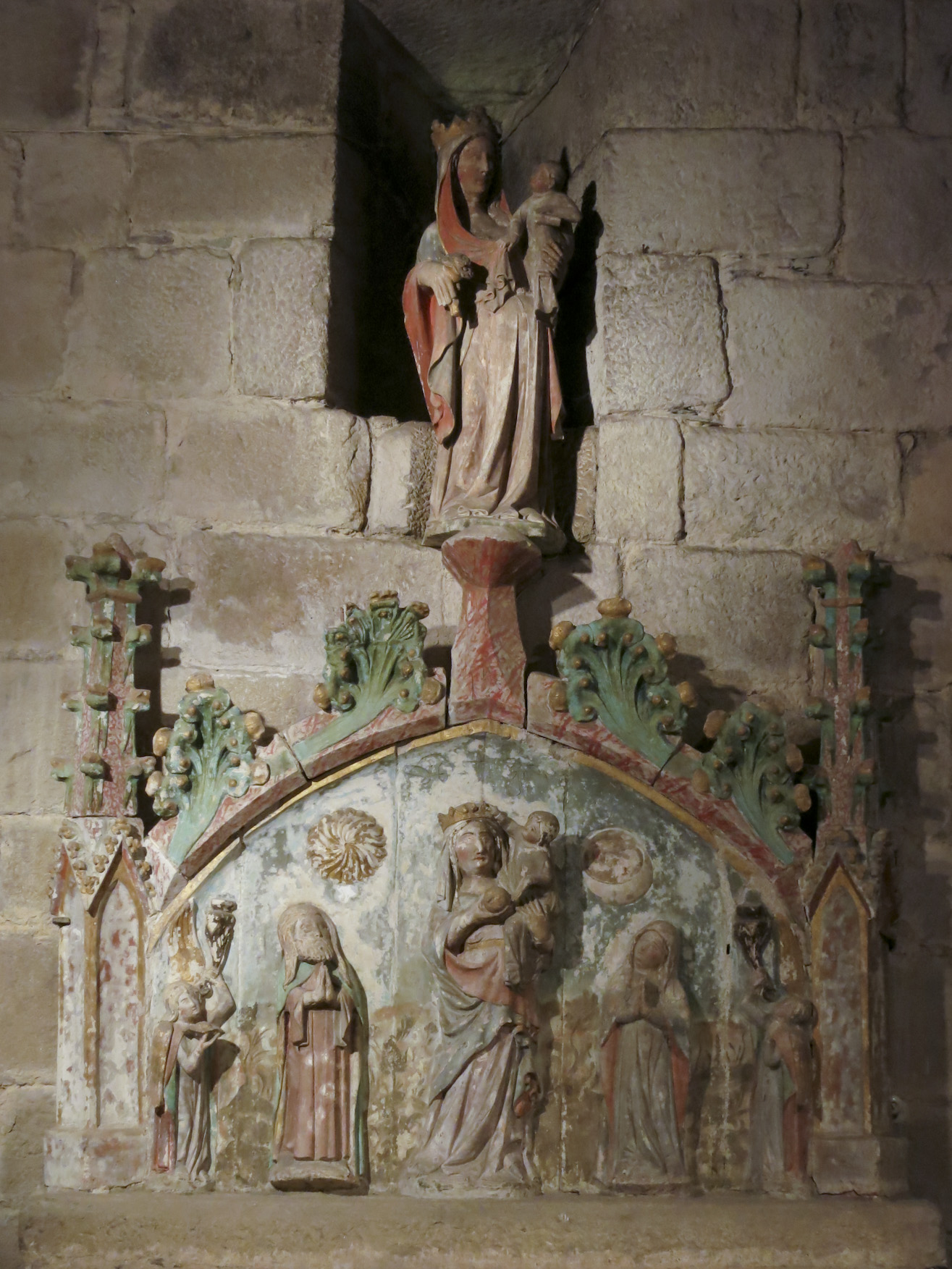
Retábulo e Virgem com o Menino, Capela dos Ferreiros

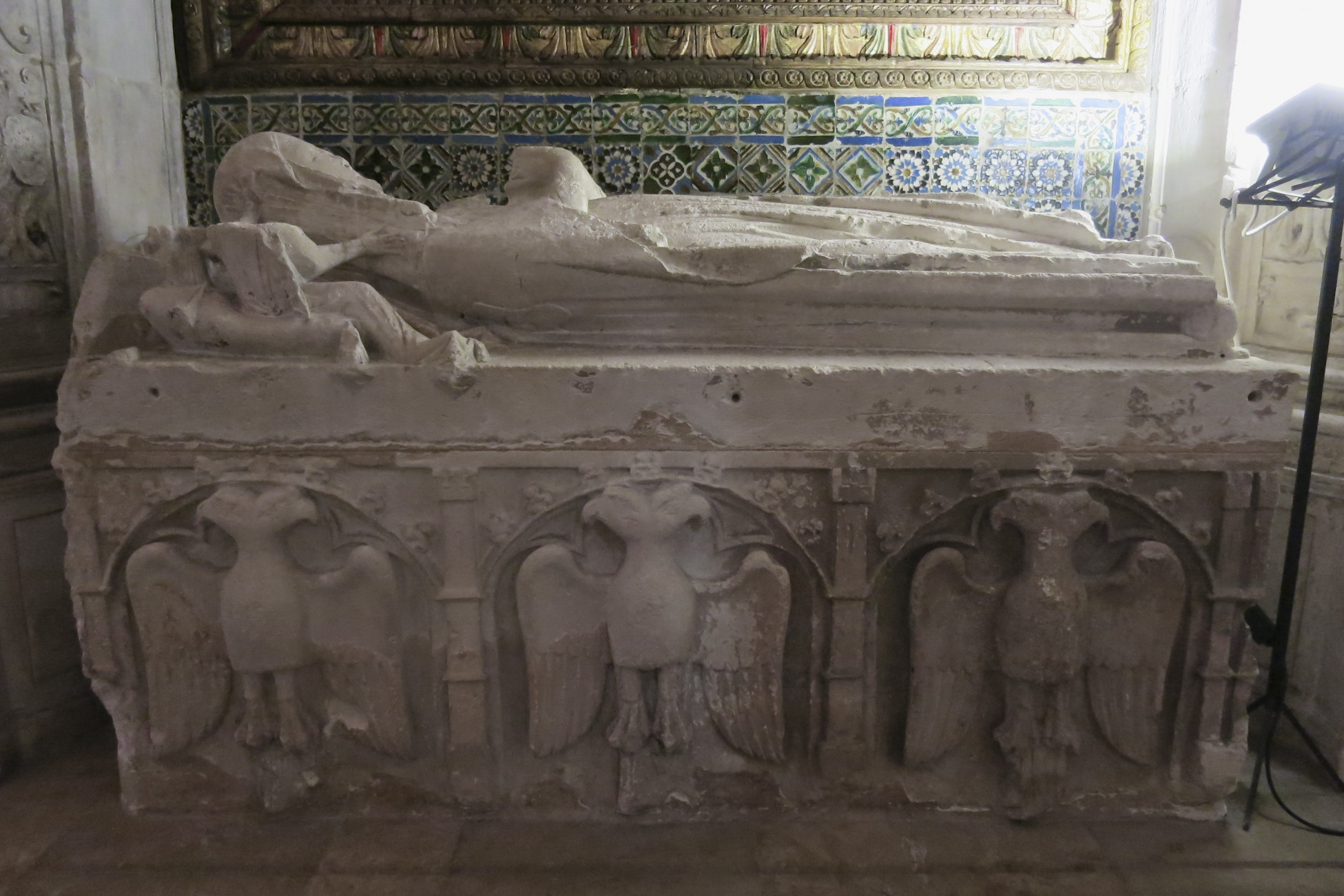
Túmulo de D. Vataça Láscaris, Sé Velha, Coimbra
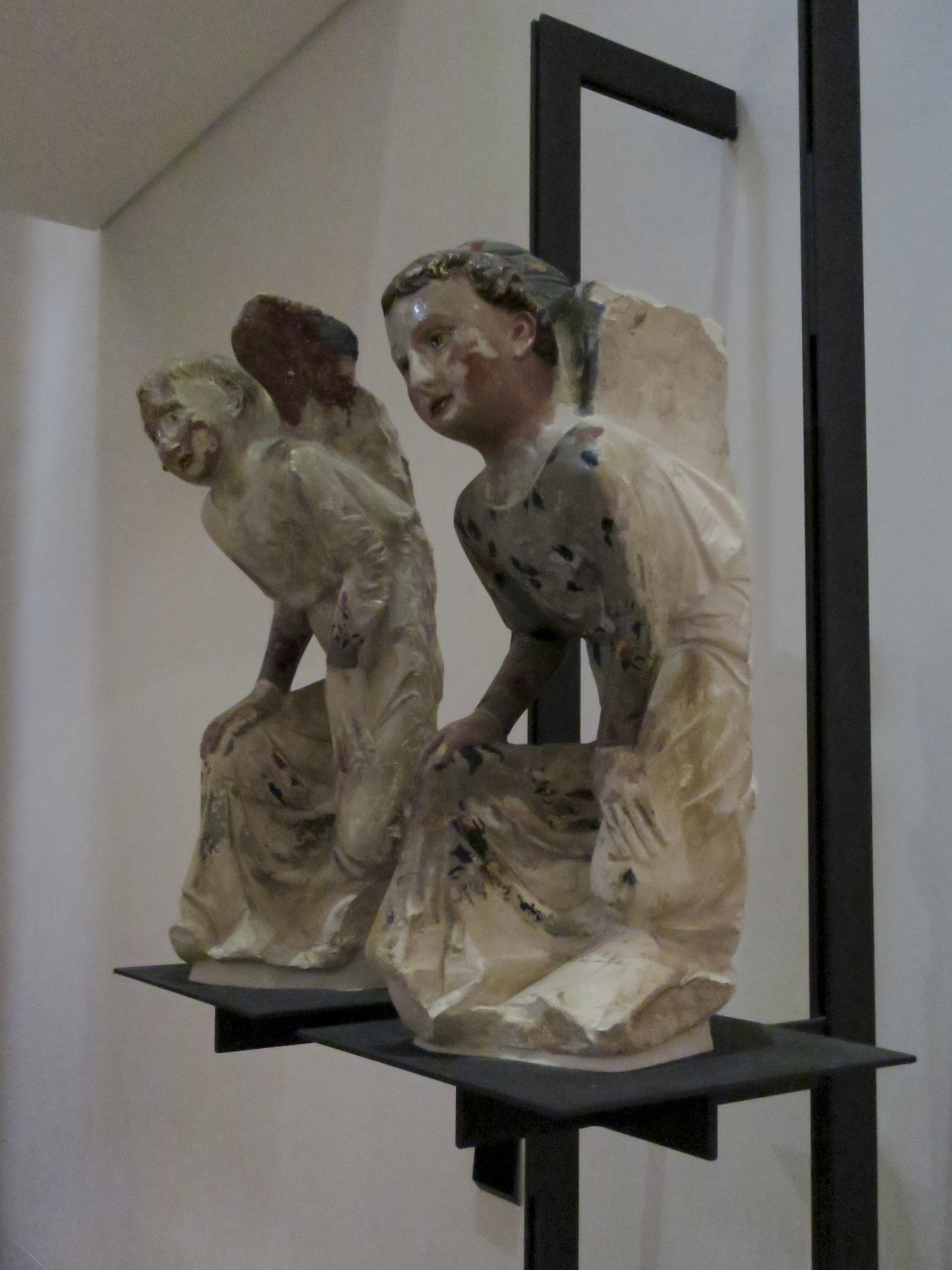
Anjo Atlante, MNMC

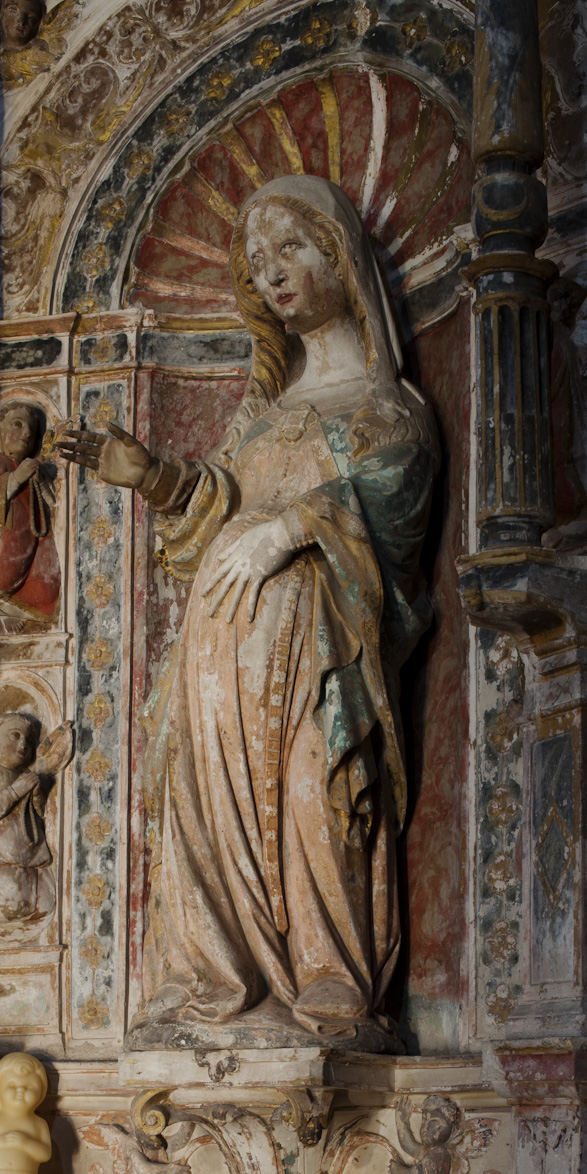
Nossa Senhora do Ó, Igreja de Santa Maria da Alcáçova, Montemor-o-Velho
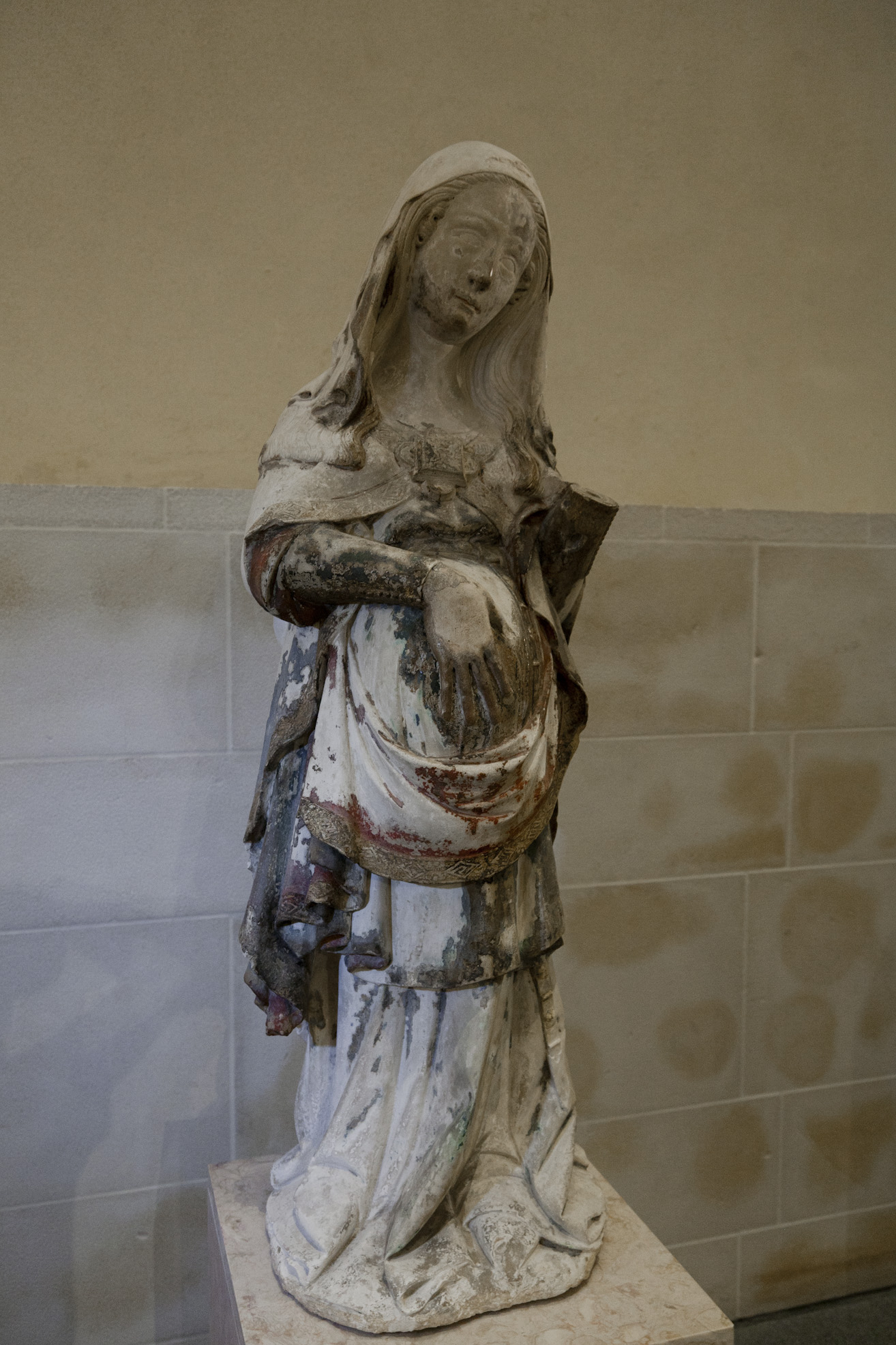
Nossa Senhora do Ó, MNMC
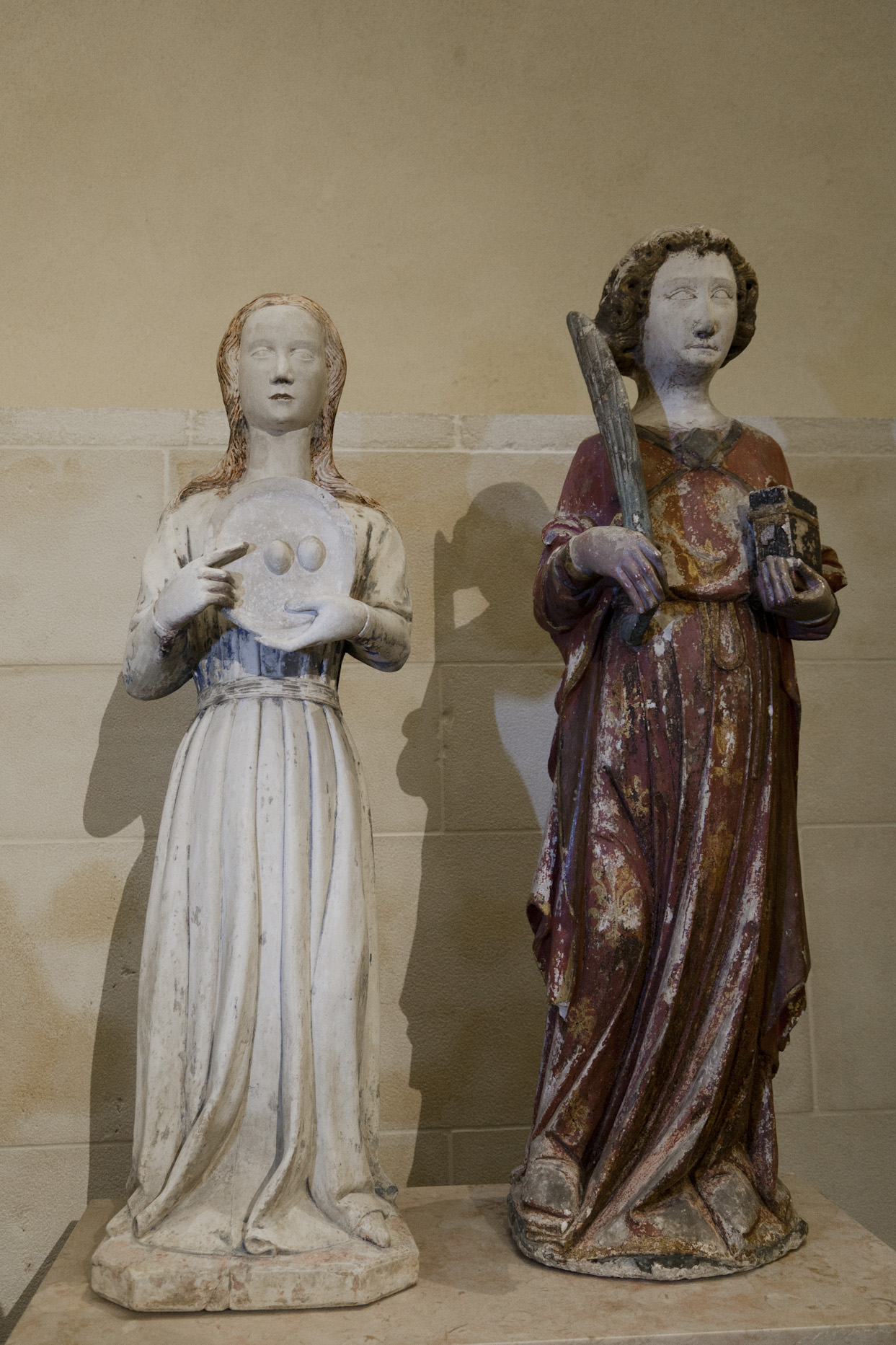
Santa Ágata e Santa Mártir, MNMC
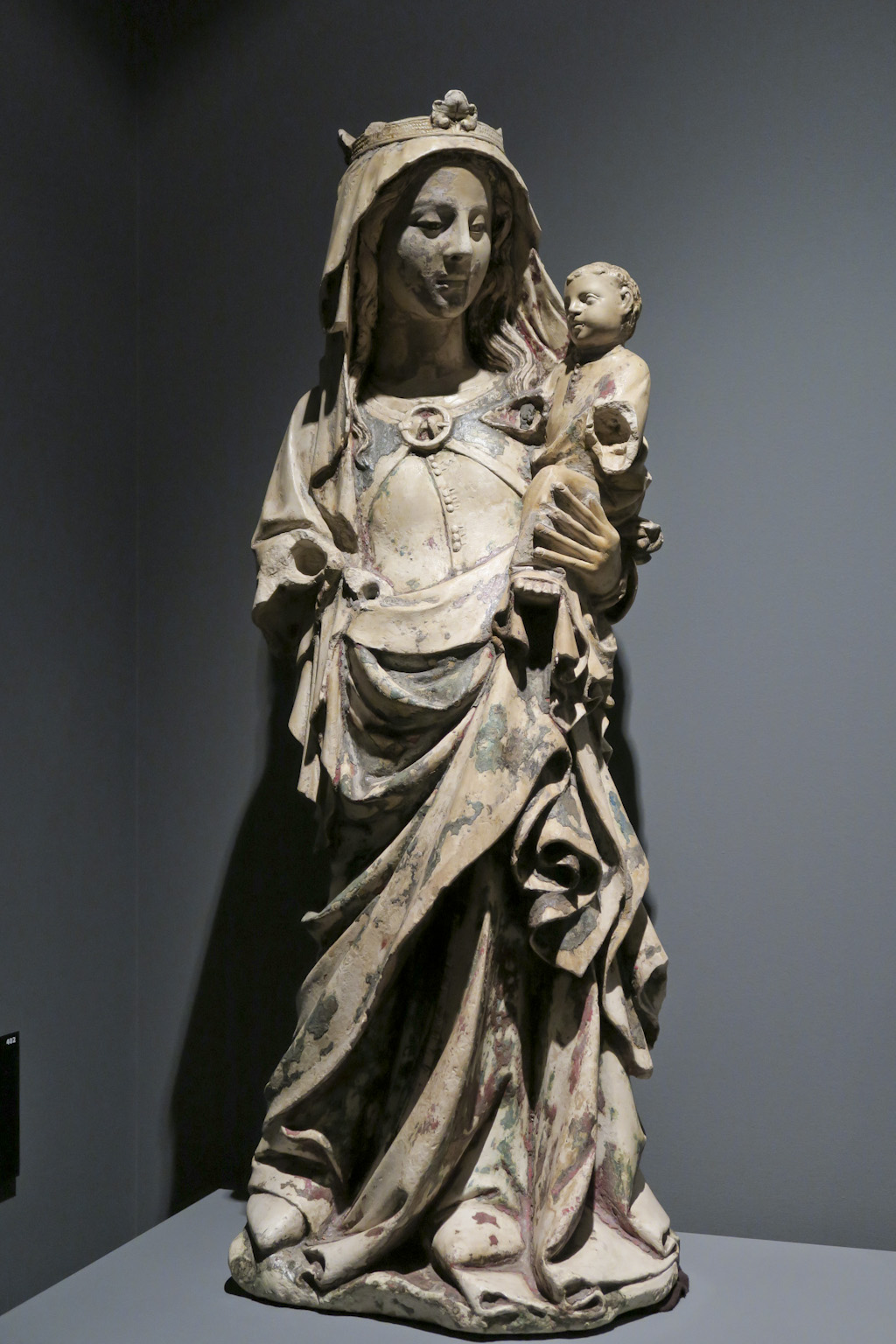
Santa Maria Formosa, Museu Alberto Sampaio, Guimarães

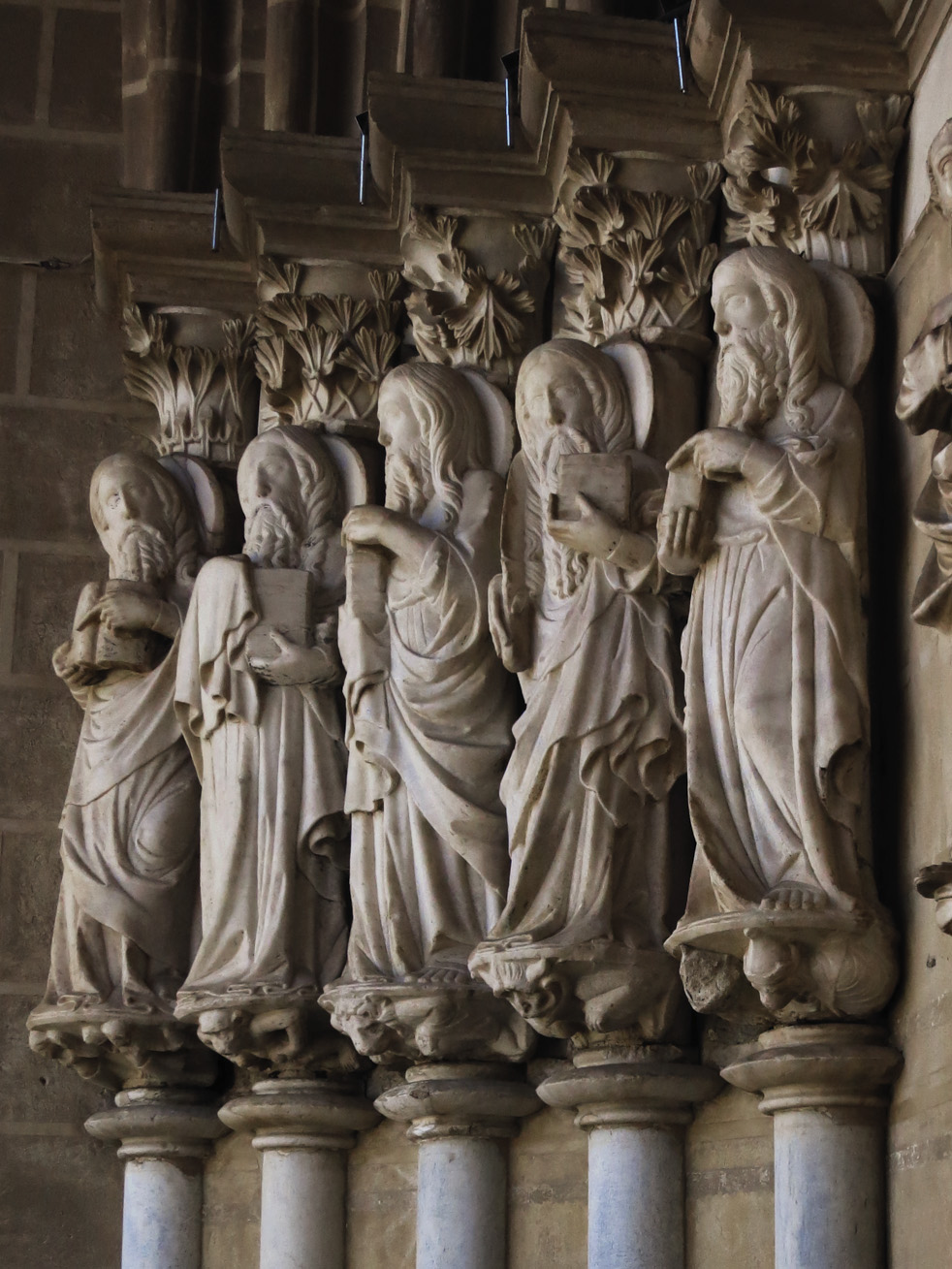
Mestre Pero (?), Apostolado, portal da Sé de Évora
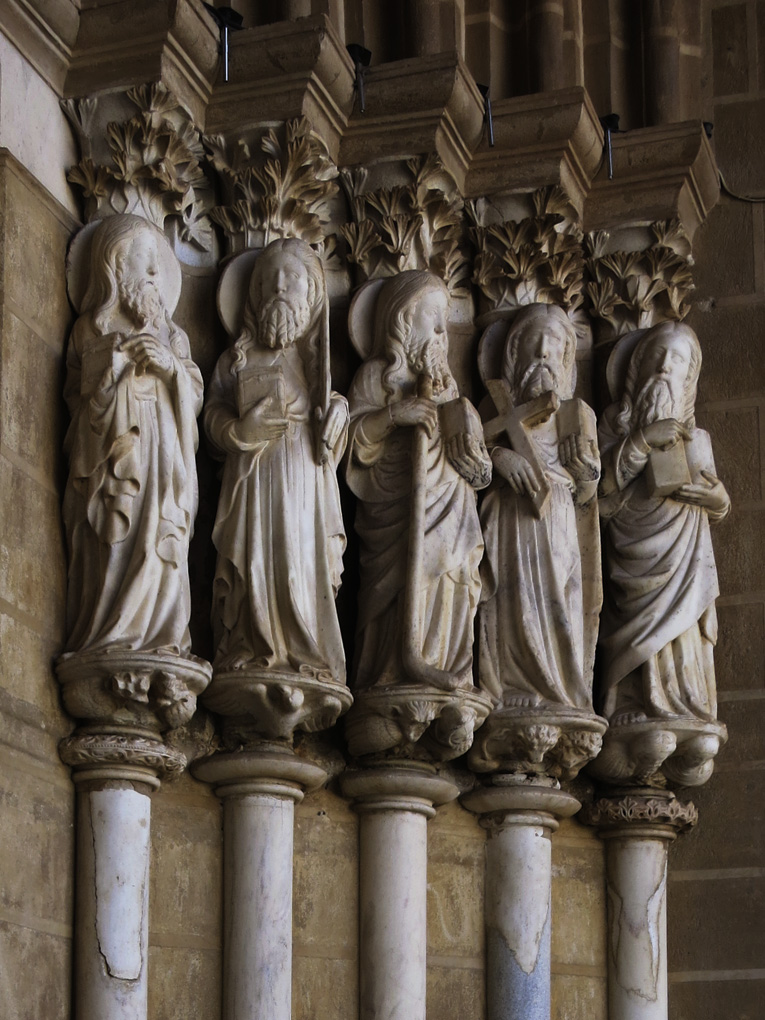
Mestre Pero (?), Apostolado, portal da Sé de Évora